# سكوت هاولي
سكوت هاولي (بالإنجليزية: Scott Hawley)‏ هو لاعب كرة قاعدة أمريكي، ولد في 1875 في باينسفيل في الولايات المتحدة، وتوفي في 28 أبريل 1904 في ألايانس في الولايات المتحدة.

## وصلات خارجية
- سكوت هاولي على موقعبيزبول رفرنس.كوم (الدوري الرئيسي) (الإنجليزية)